# Pont medieval de Paderne

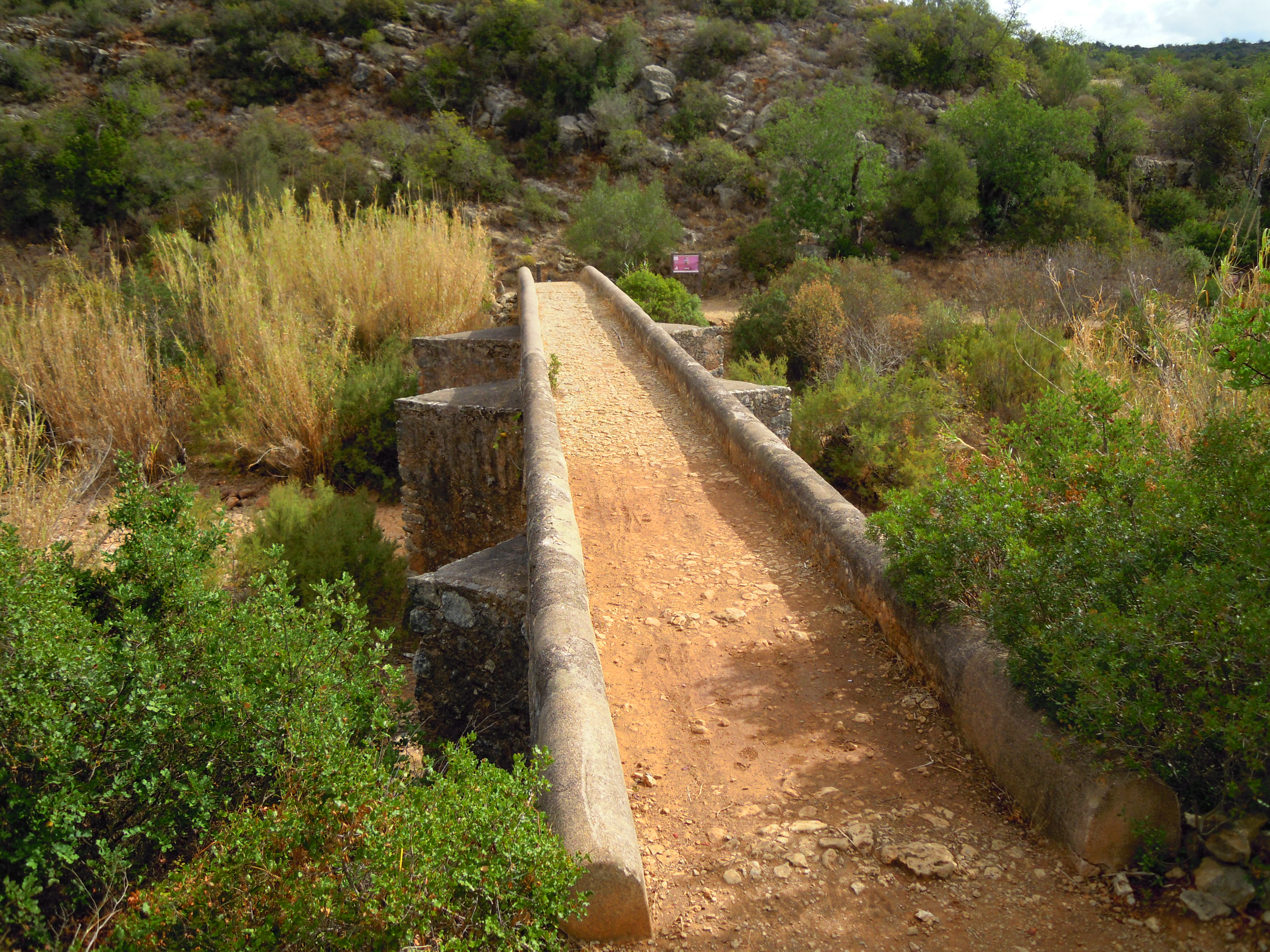
Pont de Paderne, el 2012

El pont medieval de Paderne, també conegut com a pont del Castell, és un monument històric del municipi d'Albufeira, a la regió de l'Algarve portugués.

## Descripció i història
Presenta semblances amb els ponts romans, malgrat que és una construcció molt posterior. Està situat a 200 m del Castell de Paderne, cap al sud-est, i a uns 2.250 m al sud del poble de Paderne. Creua la ribera de Quarteira. Té una amplària de prop de 2 m sobre tres arcs de volta perfecta en maçoneria, suportats per pilars, els dos de l'arc central tenen tallamars en configuració de prisma triangular.(3)
El pont es construí durant l'edat mitjana, però podria estar relacionat amb un poblat les restes del qual es trobaren a la rodalia.(3) El castell de Paderne està situat de manera que controla la ribera de Quarteira i el pont, dues vies importants entre l'interior i el litoral. El pont es reconstruí al 1771, data inscrita sobre l'arc central.(2)
Està emparat com a Zona Especial de Protecció del Castell de Paderne, publicada en l'ordenança núm. 978/99 de 14 de setembre.
Es va excavar al 1992, com a part de l'elaboració de la divisió de l'Algarve de la Carta Arqueològica de Portugal, i entre 2005 i 2006, durant un programa sobre patrimoni arqueològic del municipi d'Albufeira.(3)
Al 2002 es feu una rehabilitació del pont històric, amb la consolidació d'un arc de l'estructura, la repavimentació parcial del tauler i la recuperació dels murs.(3)

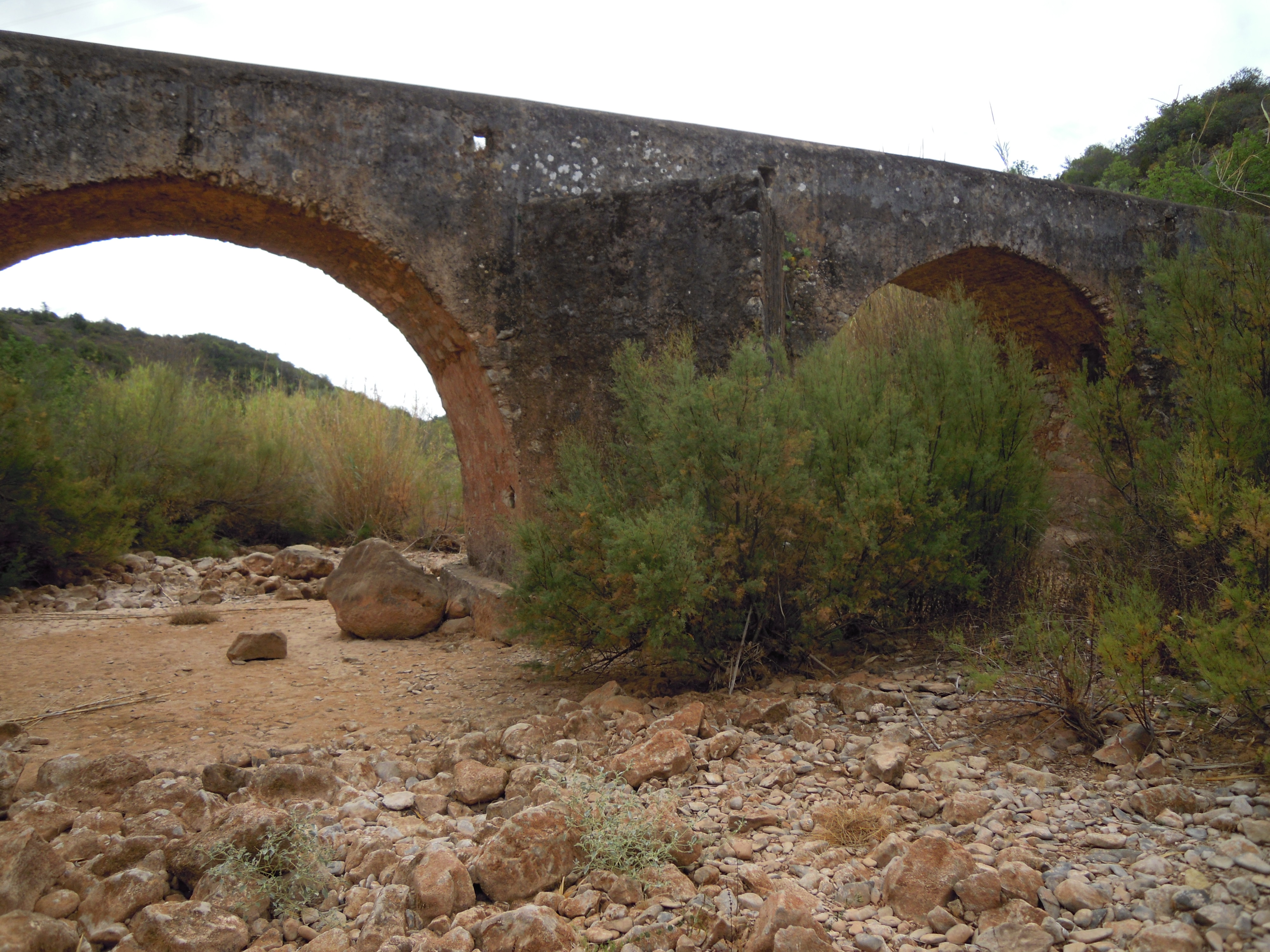
Vista lateral del pont al 2012: se'n veu la inscripció 771 al centre de l'arc, a l'esquerra